# Marcel Lotka
Marcel Laurenz Lotka (Duisburg, 25 maggio 2001) è un calciatore polacco con cittadinanza tedesca, portiere del Fortuna Düsseldorf.

## Carriera

### Club
Nato a Duisburg in una famiglia di origini polacche, è cresciuto nei settori giovanili di Duisburg, Schalke 04, Rot-Weiss Essen e Bayer Leverkusen. Nel 2020 si trasferisce dall'Hertha Berlino, che lo aggrega alla propria squadra riserve. Il 26 febbraio 2022 ha esordito in prima squadra, in occasione dell'incontro di Bundesliga perso per 3-0 contro il Friburgo.
Il 1º marzo 2022 viene acquistato dal Borussia Dortmund, che lo aggrega alla propria squadra riserve. Tuttavia, rimane all'Hertha Berlino fino al termine della stagione.
Il 9 luglio 2025 passa al Fortuna Dusseldorf.

### Nazionale
Ha rappresentato le nazionali giovanili polacche.

## Statistiche

### Presenze e reti nei club
Statistiche aggiornate al 18 maggio 2024.
| Stagione                    | Squadra                     | Campionato                  | Campionato | Campionato | Coppe nazionali | Coppe nazionali | Coppe nazionali | Coppe continentali | Coppe continentali | Coppe continentali | Altre coppe | Altre coppe | Altre coppe | Totale | Totale |
| Stagione                    | Squadra                     | Comp                        | Pres       | Reti       | Comp            | Pres            | Reti            | Comp               | Pres               | Reti               | Comp        | Pres        | Reti        | Pres   | Reti   |
| --------------------------- | --------------------------- | --------------------------- | ---------- | ---------- | --------------- | --------------- | --------------- | ------------------ | ------------------ | ------------------ | ----------- | ----------- | ----------- | ------ | ------ |
| 2020-2021                   | Hertha Berlino II           | RL                          | 3          | -3         | -               | -               | -               | -                  | -                  | -                  | -           | -           | -           | 3      | -3     |
| 2021-2022                   | Hertha Berlino II           | RL                          | 8          | -13        | -               | -               | -               | -                  | -                  | -                  | -           | -           | -           | 8      | -13    |
| Totale Hertha Berlino II    | Totale Hertha Berlino II    | Totale Hertha Berlino II    | 11         | -16        |                 | -               | -               |                    | -                  | -                  |             | -           | -           | 11     | -16    |
| 2021-2022                   | Hertha Berlino              | BL                          | 10         | -20        | CG              | 0               | 0               | -                  | -                  | -                  | -           | -           | -           | 10     | -20    |
| 2022-2023                   | Borussia Dortmund II        | 3L                          | 30         | -35        | -               | -               | -               | -                  | -                  | -                  | -           | -           | -           | 30     | -35    |
| 2023-2024                   | Borussia Dortmund II        | 3L                          | 28         | -36        | -               | -               | -               | -                  | -                  | -                  | -           | -           | -           | 28     | -36    |
| Totale Borussia Dortmund II | Totale Borussia Dortmund II | Totale Borussia Dortmund II | 58         | -71        |                 | -               | -               |                    | -                  | -                  |             | -           | -           | 58     | -71    |
| Totale carriera             | Totale carriera             | Totale carriera             | 79         | -107       |                 | 0               | 0               |                    | -                  | -                  |             | -           | -           | 79     | -107   |